# Sic (Cluj)
Sic é uma comuna romena localizada no distrito de Cluj, na região histórica da Transilvânia. A comuna possui uma área de 56.37 km² e sua população era de 2539 habitantes segundo o censo de 2009.